# Ана Андонова
Ана Таньова Андонова е българска актриса.

## Биография
Родена е в Казанлък на 25 септември 1884 г. През 1902 г. дебютира на сцената на Пловдивския общински театър в ролята на Полина от „Еснафи“ на Максим Горки. В него работи до 1912 г. От 1912 до 1915 г. учи актьорско майсторство в Прага. След завръщането си в България играе на сцените на Народния театър, Плевенския градски театър, театър „Ренесанс“, Нов народен театър, Пътуващ театър на Панталей Хранов и театър „Мара Тотева“. През 1928 г. създава и ръководи „Роден драматичен театър“.
Почива в София през 1967 г.

## Роли
По-значимите театрални роли, които играе Ана Андонова са:
- Тодорка – „Иванко“ на Васил Друмев;
- Василиса – „На дъното“ на Максим Горки;
- Елисавета – „Мария Стюарт“ от Фридрих Шилер;
- Княгиня Теофана – „Симеон“ от Ст. Л. Костов;
- Костанда – „Свекърва“ от Антон Страшимиров.[1]